# Mistrzostwa Afryki w Piłce Ręcznej Kobiet 1981
Mistrzostwa Afryki w piłce ręcznej kobiet 1981 – czwarte mistrzostwa Afryki w piłce ręcznej kobiet, oficjalny międzynarodowy turniej piłki ręcznej o randze mistrzostw kontynentu organizowany przez CAHB mający na celu wyłonienie najlepszej żeńskiej reprezentacji narodowej w Afryce, który odbył się w Tunezji w 1981 roku.
Tytuł zdobyty w 1979 roku obroniła reprezentacja Konga, wygrywając z reprezentacją Tunezji 11-10.

## Klasyfikacja końcowa
| Miejsce | Reprezentacja            |
| ------- | ------------------------ |
| złoto   | Kongo                    |
| srebro  | Tunezja                  |
| brąz    | Nigeria                  |
| 4       | Wybrzeże Kości Słoniowej |
| 5       | Algieria                 |